# سپاه تفنگداران دریایی اوکراین
سپاه تفنگداران دریایی اوکراین (انگلیسی: Ukrainian Marine Corps) که به اختصار با نام تفنگداران دریایی اوکراین یا پیاده‌نظام دریایی اوکراین نیز شناخته می‌شود، شاخه نیروی زمینی تفنگدار دریایی نیروهای مسلح اوکراین از سال ۲۰۲۳ است که مسئولیت انجام عملیات‌های اعزامی و آبی-خاکی را برعهده دارد. 
سپاه تفنگداران دریایی اوکراین از زمان تأسیس مدرن خود در سال ۱۹۹۳ تا ۲۰۲۳ بخشی از نیروهای ساحلی نیروی دریایی اوکراین را تشکیل می‌داد. این سپاه به‌عنوان بخشی از عملیات‌های آبی-خاکی، هوابرد و آبی-خاکی-هوابرد، به تنهایی یا با هماهنگی با یگان‌ها و واحدهای نیروی زمینی اوکراین به منظور تصرف بخش‌هایی از ساحل، جزایر، بنادر، پایگاه‌های ناوگان، فرودگاه‌های ساحلی و سایر اهداف ساحلی از دشمن استفاده می‌شود. همچنین می‌تواند برای دفاع از پایگاه‌های دریایی، مناطق ساحلی حیاتی، جزایر و اهداف ساحلی جداگانه و امنیت مناطق دشمن مورد استفاده قرار گیرد.